# Phytocoris geniculatus
Phytocoris geniculatus är en insektsart som beskrevs av Van Duzee 1918. Phytocoris geniculatus ingår i släktet Phytocoris och familjen ängsskinnbaggar. Inga underarter finns listade i Catalogue of Life.